# 더 키즈 (텔레비전 채널)
더 키즈(The Kids)는 LG헬로비전이 운영하는 대한민국의 어린이 텔레비전 채널이다. 2021년 10월 1일에 개국하였다. 2024년 6월 30일자로 폐국하고, 7월 1일에 캐리TV와 통합 후 편입하고 있는 채 폐국했다.

## 같이 보기
- 미디어로그
- LG유플러스
- 캐리TV